# Фелтс Милс (Њујорк)
Фелтс Милс (енгл. Felts Mills) насељено је место без административног статуса у америчкој савезној држави Њујорк.

## Демографија
По попису из 2010. године број становника је 372.
| Група             | 2000.    | 2010.       |
| Белци             | 0 (0,0%) | 308 (82,8%) |
| Афроамериканци    | 0 (0,0%) | 22 (5,9%)   |
| Азијати           | 0 (0,0%) | 9 (2,4%)    |
| Хиспаноамериканци | 0 (0,0%) | 12 (3,2%)   |
| Укупно            | 0        | 372         |